# Torture porn
Pour les articles homonymes, voir Torture (homonymie).
 (mars 2015).
Le terme anglais « torture porn » définit depuis le début des années 2000 un sous-genre cinématographique du cinéma d'horreur et d'exploitation apparu depuis longtemps déjà. C'est le journaliste David Edelstein qui parle pour la première fois de ce genre en 2006 dans un article du New York Magazine intitulé "Now Playing at your local Megaplex: Torture Porn".
Il s'agit d'histoires dramatiques, souvent désespérées et rarement avec un « happy end », où des individus vont se retrouver à la merci de sadiques pervers agissant en solo mais aussi quelquefois en groupe. Les victimes seront soumises à toutes sortes de brutalités, de tortures et autres atrocités qui les mèneront généralement à une issue fatale. Souvent jeunes et belles, elles n'échapperont pas à toutes sortes d'atteintes à leur sexualité (viols, tortures à caractère sexuel, prostitution forcée). Ces éléments font donc de ces films un exemple-type du cinéma d'exploitation.
Le « torture porn » ne connaît pas seulement un courant nord-américain mais aussi asiatique et européen, les blockbusters produits par de grands groupes cinématographiques voisinant aussi avec quantité de petites productions indépendantes, souvent d'ailleurs bien plus choquantes. Généralement, ces films sont toutefois non ouvertement pornographiques

## Genèse du genre
Il faut reculer quelque peu dans le temps pour retrouver véritablement le début du « torture porn » avec une des œuvres les plus discutées et discutables du réalisateur italien Pier Paolo Pasolini : Salò ou les 120 Journées de Sodome, récit d'une oligarchie d'une petite ville italienne qui, lors du déclin de Mussolini, va se livrer aux pires atrocités sur des jeunes gens et jeunes filles de sa région.
Dans les années 1970, on trouve aussi trois genres de cinéma d'exploitation largement tombés en désuétude après quelques années d'existence (pour les deux premiers genres tout au moins) : les films de cannibales, ceux d'exploitation nazie (la « nazisploitation ») ainsi que les films appartenant au genre Rape and Revenge (littéralement : 'viol et vengeance').
Pour les films de cannibales, le film-référence du genre n'est autre que Cannibal Holocaust de l'Italien Ruggero Deodato, où un groupe de jeunes explorateurs vont se retrouver victimes d'indigènes amazoniens qui leur feront payer les exactions auxquelles ils vont se livrer sur les populations tribales. Le film servira de référence à toute une série de scenario similaires où, pratiquement de manière systématique, des explorateurs occidentaux seront victimes de tribus amazoniennes ou océaniennes qui se livreront sur eux à des actes de torture et de cannibalisme.
Pour les films de « nazisploitation », le film-référence est Ilsa, la louve des SS, lui aussi largement copié. Cette fois, les exactions sont essentiellement menées par un agent féminin de la SS, au sein d'une prison pour femmes où les détenues, souvent dénudées, vivront nombre d'atrocités dont plus d'une à caractère sexuel.
Pour les films du type Rape and Revenge, il existe un film-matrice, La Dernière Maison sur la gauche de l'Américain Wes Craven, qui sera suivi du film Œil pour œil et de son remake, I Spit on Your Grave. Le schéma narratif nous montre toujours une femme (ou un groupe de femmes) violée(s) par des personnages de brutes, leur infligeant les pires tortures et sévices sexuels, avant que la ou les victimes, souvent laissée(s) pour morte(s), n'entreprenne(nt) de se venger de leurs bourreaux en une surenchère de sadisme et de raffinement dans les supplices mis en place.
La série de films d'horreur Saw est caractéristique du genre torture porn.